# Вязовицы Малые
 Вязовицы Малые — деревня в Ильинском районе Ивановской области. Входит в состав Аньковского сельского поселения.

## География
Находится в западной части Ивановской области на расстоянии приблизительно 20 км на восток-юго-восток по прямой от районного центра села Ильинское-Хованское.

## История
В 1859 году здесь (тогда деревня в составе Юрьевского уезда Владимирской губернии) было учтено 11 дворов.

## Население
Постоянное население составляло 65 человек (1859 год), 42 в 2002 году (русские 76 %), 12 в 2010.